# Jean Wyllys
Jean Wyllys de Matos Santos (Alagoinhas, 10 de março de 1974) é um jornalista, professor universitário e político brasileiro. Filiado ao Partido dos Trabalhadores (PT), é ex-deputado federal pelo Rio de Janeiro.
Wyllys se tornou conhecido inicialmente por ter sido participante e ganhador da quinta edição do programa Big Brother Brasil, da Rede Globo.
Foi eleito pela primeira vez para a Câmara dos Deputados em 2010. Nas eleições de 2014, foi reeleito como o sétimo mais votado entre os candidatos a deputado federal do estado do Rio de Janeiro, com quase 145 mil votos válidos. Ele foi comparado a Harvey Milk por seu trabalho como parlamentar.
Em 2015, a revista britânica The Economist classificou Wyllys como uma das 50 personalidades que mais lutam pela diversidade no mundo. Em 2012 e 2015, Jean foi eleito pelos internautas o melhor deputado federal do Brasil pelo Prêmio Congresso em Foco. Foi reeleito para o terceiro mandato em 2018, graças ao quociente eleitoral, com 24 295 votos, tendo decidido, após receber ameaças de morte, não tomar posse e se autoexilar no estrangeiro. Sua vaga foi assumida por David Miranda.

## Biografia
Jean nasceu no município de Alagoinhas, no interior do estado da Bahia, no ano de 1974.
Wyllys é jornalista com mestrado em Letras e Linguística pela Universidade Federal da Bahia (UFBA), professor de Cultura Brasileira e de Teoria da Comunicação na Escola Superior de Propaganda e Marketing (ESPM) e na Universidade Veiga de Almeida - ambas no Rio de Janeiro, além de ser escritor. Inicialmente, ele tornou-se conhecido após ganhar a edição de 2005 do reality show Big Brother Brasil, exibido pela Rede Globo.
Em 2004, Wyllys participou da criação do curso de pós-graduação em Jornalismo e Direitos Humanos da Universidade Jorge Amado, em Salvador, na Bahia. Abertamente homossexual, Wyllys era um dos mais atuantes parlamentares brasileiros na defesa dos direitos humanos, especialmente em relação aos direitos LGBT.
Atualmente, em 2024, é doutorando em Ciência Política na Universidade de Barcelona, pesquisador no Instituto de Pesquisa Afro-Latino-Americana da Universidade de Harvard e atua como jornalista na ONG inglesa openDemocracy.

## Atuação política
Após filiar-se ao Partido Socialismo e Liberdade (PSOL) em 2009, o ex-BBB foi eleito Deputado federal pela primeira vez nas eleições de 2010 com a menor quantidade de votos pelo Rio de Janeiro, 13.018 (0,16%) votos válidos. Ele conseguiu a vaga graças ao desempenho de outro candidato a deputado federal do seu partido, Chico Alencar,  que conquistou 240.724 (3%) dos votos na eleição. Nas eleições de 2014, em uma situação inversa, Wyllys foi reeleito como o sétimo mais votado entre os deputados federais eleitos do Rio de Janeiro, com 144.770 (1,90%) dos votos válidos, resultado onze vezes maior do que em 2014.
Wyllys foi um dos autores dos Projetos de Leis, que dentre outros objetivos, visavam a revogação de determinados artigos do Código Civil que regulamentavam o casamento, para que houvesse o reconhecimento do casamento civil e da união estável entre pessoas do mesmo sexo (PL 5120/2013) e a regulação da atividade dos profissionais do sexo (PL 4211/2012). Na sua atuação como parlamentar sempre foi um dos mais combatentes contra a família Bolsonaro e outros grupos conservadores presentes na Câmara.
Em novembro de 2018, a Comissão Interamericana de Direitos Humanos da Organização dos Estados Americanos (OEA) exigiu providências e proteção à Jean Wyllys por parte do Governo Federal do Brasil, frente as constantes ameaças de morte ao parlamentar.
Em 24 de janeiro de 2019, Wyllys anunciou que desistiu de assumir o terceiro mandato como deputado federal pelo estado do Rio de Janeiro, garantido nas eleições de 2018, e deixará de viver no Brasil, dedicando-se a carreira acadêmica. Desde o assassinato da vereadora Marielle Franco, passou a viver sob escolta policial. De acordo com suas declarações à Folha de S.Paulo, "as intensificações de ameaças de mortes, recorrentes antes mesmo da execução de Marielle, e a atuação da milícia no estado, o levaram a tomar a decisão". O Ministério da Justiça declarou em nota que foram instaurados diversos inquéritos pela Polícia Federal para apurar as ameaças ao ex-deputado federal Jean Wyllys e que já identificou um dos autores, Marcelo Valle Silveira Mello, preso desde maio de 2018 na Operação Bravata da Polícia Federal.
Em 15 de fevereiro de 2019, fez sua primeira aparição pública desde a desistência do mandato, participando da sessão de gala do filme "Marighella", dirigido pelo ator Wagner Moura, no Festival de Berlim. Em março de 2019, estreou um blog no portal UOL.
Em maio de 2021, anunciou sua filiação ao Partido dos Trabalhadores (PT). Ao sair do PSOL, afirmou que o partido sofre de Complexo de Édipo - teoria psicanalista elaborada por Sigmund Freud - com o PT, porém a saída foi sem rusgas de bom diálogo de ambas a partes. Sua filiação ocorreu com uma cerimônia por meio de uma Live streaming que contou com a participação de notórios petistas como Luiz Inácio Lula da Silva, Dilma Rousseff, Fernando Haddad, Gleisi Hoffmann e a participação do historiador estadunidense James Naylor Green.

### Votações relevantes
No ano de 2015 apoiou a sanção da Lei do Feminicídio, defendida pelo governo Dilma. Posicionou-se de maneira contrária à Lei Antiterrorismo, alegando que "nós, do PSOL, somos contra esse PL. Era um horror e foi criado um pior ainda: é um projeto problemático em todos os sentidos".
Em 2016, votou a favor da cassação do mandato do deputado federal Eduardo Cunha (PMDB). Foi um dos votos que mais repercutiu durante o impeachment de Dilma Rousseff, que votou de maneira contrária. O então deputado recebeu xingamentos homofóbicos antes de seu voto e se envolveu numa discussão com os deputados Jair Bolsonaro (PSC) e Eduardo Bolsonaro (PSC). Após ser ofendido por Jair Bolsonaro, Wyllys cuspiu nele, o que foi revidado com um cuspe pelo filho de Jair, o deputado Eduardo Bolsonaro.
No ano de 2017, votou de maneira contrária à Reforma trabalhista proposta pelo governo Temer (MDB). Ainda no governo de Michel Temer, votou de maneira contrária à Emenda Constitucional do Teto dos Gastos Públicos e à Lei da Terceirização.

### Projeto de lei para legalizar o aborto
O PL 882/15 prevê a legalização do aborto até 12 semanas de gestação no Sistema Único de Saúde (SUS) se a mulher assim o quiser. "Precisamos tornar essa pauta uma política pública, independente de ser contra ou a favor da interrupção voluntária da gravidez indesejada", "O aborto é, hoje, um assunto proibido em quase todos os espaços, e não importa o motivo para a interrupção da gravidez. O assunto é tratado como tabu, evitado em quase todas as campanhas eleitorais e a prática é criminalizada segundo o Código Penal", argumentou o deputado no Twitter.

### Legalização de drogas
Jean Wyllys propôs também, em 2014, o Projeto de lei 7270, que tem como objetivo regular a produção, comércio e consumo da maconha como um passo inicial para a regulação futura de todas as drogas. Para o deputado, a proibição mata muito mais do que o uso de qualquer droga, e, portanto, é necessário romper com a lógica do tráfico, transferindo o controle das drogas para as mãos do Estado.

## Controvérsias

### Suposta homofobia contra gays da direita política
O governador do Rio Grande do Sul, Eduardo Leite (PSDB), informou em 20 de julho de 2023 que decidiu processar Jean Wyllys por falas "preconceituosas e discriminatórias". Os 2 discutiram no dia 14 de julho de 2023 por causa do Programa Nacional das Escolas Cívico-Militares, encerrado pelo presidente Luiz Inácio Lula da Silva (PT) e defendido por Leite que manteria escolas cívico-militares no Rio Grande do Sul. Na Ocasião, Leite foi respondido por Jean Wyllys, que disse: "..esperava essa atitude de “governadores héteros de direita e extrema-direita, e não de um gay". Se referindo a orientação sexual do governador. Jean Wyllys ainda completou dizendo: "Se bem que gays com homofobia internalizada em geral desenvolvem libido e fetiches em relação ao autoritarismo e aos uniformes; se for branco e rico, então… Tá feio, bee [sic]!". Em resposta, o governador chamou a fala de Jean Wyllys  de "deprimente e cheia de preconceitos em incontáveis direções... E que em nada contribui para construir uma sociedade com mais respeito e tolerância" "A exemplo do que fiz quando fui atacado com declarações homofóbicas por Roberto Jefferson e Jair Bolsonaro, decidi ingressar com representação contra Jean Wyllys pelas falas preconceituosas e discriminatórias...". Jean Wyllys foi obrigado por lei a apagar sua postagem com multa diária pelo descumprimento da ordem em torno de R$100.000,00 por dia segundo a decisão da juíza Rosália Huyer, da 2.ª Vara Criminal de Porto Alegre, foi determinado também a quebra do sigilo de dados e cadastrais de Wyllys na plataforma. Para o julgamento, a remoção se justifica por que Jean Wyllys extrapolou o limite da crítica. Segundo ela, “a forma criminosa de agir está caracterizada nas ofensas homofóbicas à pessoa do Governador do Estado”. As condutas citadas pela juíza são dos crimes de injúria e homofobia.

### Hoax
Em 2013, foi apontado em um hoax como autor de frases de intolerância religiosa e em defesa da pedofilia, que foram disseminadas na Internet. Ele afirmou não ter escrito as frases. Em sua defesa, o deputado afirmou em seu site oficial ser alvo de uma campanha caluniosa e, juntamente com os deputados Erika Kokay (PT-DF) e Domingos Dutra (PT-MA), protocolou uma representação criminal por calúnia, difamação, falsificação de documento público, injúria, falsidade ideológica, formação de quadrilha e improbidade administrativa por atos cometidos pelo deputado Marco Feliciano (PSC-SP), por alguns de seus assessores políticos, pelo pastor Silas Malafaia e por algumas pessoas ainda não identificadas.

### Tas ao vivo
Em julho de 2013, no programa Tas ao vivo, ao ser questionado sobre a remuneração dos parlamentares brasileiros, Wyllys declarou que não acha a remuneração excessiva e comparou seus ganhos com o salário de um professor de universidade particular: "Quando desconta tudo, a contribuição partidária, o imposto de renda, eu ganho aquilo que eu ganhava como professor (estando em universidade privada) 40 horas praticamente, que dá mais ou menos 15 mil reais. Para o tanto que eu trabalho, eu não acho que esse seja um salário alto." A declaração repercutiu na Internet gerando controvérsias e discussões acaloradas. Em sua defesa, Wyllys afirmou que "não disse que os deputados 'ganham pouco', nem que o salário de um deputado seja igual ao de um professor" e apenas disse que "feitos os descontos da seguridade social, imposto de renda, plano de saúde, contribuição partidária, etc., o que entra no meu bolso cada mês é menos do que eu receberia hoje, com a minha qualificação, se trabalhasse no setor privado."

### Eleitores do PSDB
Em outubro de 2014, durante a eleição presidencial brasileira mais disputada da história do país, o deputado classificou, através de uma rede social, a maioria dos eleitores do Partido da Social Democracia Brasileira (PSDB) como "classistas, racistas e violentos". Logo após o episódio, Wyllys se retratou dizendo que na verdade quis dizer que boa parte e não a maioria dos referidos eleitores se enquadram em sua classificação desqualificativa.

### Defesa de Falabella
Em novembro de 2014, Wyllys foi criticado por lideranças de seu próprio partido e por grupos de defesa dos direitos dos afro-brasileiros por defender o programa Sexo e as Negas, exibido pela Rede Globo. Wyllys, disse que, ao contrário daqueles que acusavam o seriado de ser sexista e racista, a produção na verdade "denuncia o racismo" e afirmou que “Miguel Falabella [o idealizador do seriado] é um cara que está longe, muito longe mesmo, de ser um racista”. Entretanto, o programa foi alvo de denúncias à Secretaria de Políticas para Mulher da Presidência da República e ainda é alvo de críticas por movimentos de mulheres e negros.

## Desempenho em eleições
| Ano  | Eleição                    | Coligação     | Partido | Candidato a      | Votos   | Resultado |
| ---- | -------------------------- | ------------- | ------- | ---------------- | ------- | --------- |
| 2010 | Estadual do Rio de Janeiro | sem coligação | PSOL    | Deputado federal | 13.018  | Eleito    |
| 2014 | Estadual do Rio de Janeiro | sem coligação | PSOL    | Deputado federal | 144.770 | Eleito    |
| 2018 | Estadual do Rio de Janeiro | sem coligação | PSOL    | Deputado federal | 24.295  | Eleito    |

## Livros
- Aflitos - crônicas e contos, editado pela Casa de Palavras da Fundação Casa de Jorge Amado.[75] Vencedor do Prêmio Copene de Literatura (atual Prêmio Braskem).[76]
- Ainda Lembro - crônicas e experiências vividas no BBB5, editado pela Editora Globo.[77]
- Tudo ao mesmo tempo agora - contos e crônicas, lançado pela Giostro Editora.[78]
- Tempo bom tempo ruim - identidades, políticas, afeto - lançado pela Cia das Letras.[79]

## Filmografia

### Televisão
| Ano  | Título                 | Personagem              | Nota                  | Ref.                 |
| ---- | ---------------------- | ----------------------- | --------------------- | -------------------- |
| 2005 | Big Brother Brasil     | Participante (Vencedor) | Temporada 5           | [ 80 ] [ 81 ] [ 82 ] |
| 2005 | Mais Você              | Repórter                |                       | [ 83 ]               |
| 2008 | Duas Caras             | Ele Mesmo               | Participação Especial |                      |
| 2014 | Cinema em Outras Cores | Apresentador            |                       | [ 84 ]               |
| 2025 | BBB: O Documentário    | Entrevistado            |                       | [ 85 ]               |

## Prêmios e honrarias
O deputado federal Jean Wyllys foi uma das 50 personalidades incluídas na "Lista Global da Diversidade", divulgada pela revista britânica The Economist em  outubro de 2015. O critério usado para a composição da lista é o comprometimento dos nomes indicados pelos leitores da publicação com as causas da diversidade de gênero e raça. Além de Jean Wyllys, também faz parte da lista a brasileira Maria Aparecida da Silva Bento, pesquisadora de temas de raça e gênero e fundadora do Centro de Estudos das Relações do Trabalho e das Desigualdades, além do presidente dos Estados Unidos, Barack Obama, a ex-secretária de Estado norte-americana, Hillary Clinton, o Dalai Lama, o co-fundador da Microsoft Bill Gates, a atriz Angelina Jolie e a ativista paquistanesa pela educação feminina Malala Yousafzai. Willys foi descrito como um acadêmico de origem pobre que venceu um reality show e se tornou "o primeiro deputado federal a fazer campanha pelo movimento LBGT".
| Prêmio                 | Categoria               | Resultado      | Ref.          |
| ---------------------- | ----------------------- | -------------- | ------------- |
| Congresso em Foco 2012 | Melhor Deputado Federal | Vencedor       |               |
| Congresso em Foco 2013 | Melhor Deputado Federal | Segundo lugar* | [ 86 ] [ 86 ] |
| Congresso em Foco 2015 | Melhor Deputado Federal | Vencedor       | [ 87 ]        |

## Visões políticas
| Cotas raciais    | União de pessoas do mesmo sexo | Imigrantes                                   |
| Privatização     | Pena de morte                  | Descriminalização e regulamentação do aborto |
| Ditadura militar | Liberação da maconha           | Redução da maioridade penal                  |